# Хермсдорф (Оре)
Хермсдорф (нем. Hermsdorf) — община в Германии, в земле Саксония-Анхальт.
Входит в состав района Оре. Подчиняется управлению Хоэ Бёрде. Население составляет 1601 человек (на 31 декабря 2006 года). Занимает площадь 7,55 км².